# Argentina nos Jogos Pan-Americanos de 2015
A Argentina competiu nos Jogos Pan-Americanos de 2015 em Toronto de 10 a 26 de julho de 2015. O país competiu com 472 atletas e conquistou 15 medalhas de ouro.